# Bradley Steven Perry
Bradley Steven Perry, född 23 november 1998 i New Jersey, är en amerikansk skådespelare. Han spelar Gabe i tv-serien Lycka till Charlie! (Good Luck Charlie) Han har också en roll i Sharpay's Fabulous Adventure. Han har också en roll i Supersjukhuset som kom ut i USA 7 oktober 2013.

## Film
- Choose Connor
- Magnificent Max
- Old Dogs
- Who Shot Mamba?
- Opposite Day
- The Goods: Live Hard, Sell Hard
- Peacock
- Sharpay's Fabulous Adventure
- Good Luck Charlie, It's Christmas!
- Pants on Fire
- Hubie Halloween

## TV
- Without a Trace
- Good Luck Charlie
- Jessie
- supersjukhuset
- Win, Lose or Draw
- I Didn't Do It
- Lab rats Elit force
- Descendants: Wicked World
- Speechless
- Schooled